# 브로드캐스팅 하우스
브로드캐스팅 하우스 (Broadcasting House)는 영국 런던의 포틀랜드 플레이스와 랭엄 플레이스에 위치한 BBC의 본사이다. 브로드캐스팅 하우스에서는 1932년 3월 15일 첫 라디오 방송이 개시됐고, 그로부터 두 달 뒤인 5월 15일 공식적으로 문을 열었다. 주건물은 철골조에 포틀랜드석 외장을 둘렀으며, 아르데코 양식으로 장식되어 있다. 브로드캐스팅 하우스는 등재 건축물 2급 문화재이며, 방청객 앞에서 음악 공연과 연설 행사가 진행 녹화되는 BBC 라디오 시어터와 1998년 BBC 텔레비전 드라마 «인 더 레드»의 촬영지로도 쓰인 로비가 자리해 있다.
브로드캐스팅 하우스는 런던에 있는 BBC의 주요 자산 통합의 일환으로 대규모 보수와 확장을 거쳐왔다. 특히 종전 후에 건물 동쪽 방면으로 증축됐던 공간을 철거하고, 2005년 새로운 동을 완공하여 대체했다. 이 동은 2012년 라디오 DJ였던 존 필의 이름을 따서 '존 필 동'으로 명명됐다. 이쪽 새 동에는 BBC 런던, BBC 아랍어 텔레비전, BBC 페르시아어 텔레비전 부서가 자리잡고 있으며 BBC 라디오 1과 BBC 라디오 1엑스트라의 접수처도 있다 (라디오 스튜디오 자체는 주건물로 새로 확장해 옮겨갔다).
주건물은 새단장을 거치고 뒤쪽으로 증축 공사가 이뤄졌다. BBC 라디오 3, BBC 라디오 4, BBC 라디오 4 엑스트라, BBC 월드 서비스를 비롯한 라디오 방송국이 이 건물 내 새로 꾸며놓은 스튜디오로 이전해 들어와 있다. 증축 공간을 통해 옛 건물과 존 필 동이 이어지게 됐으며, BBC 뉴스의 새로운 종합 뉴스룸과 BBC 뉴스 채널, BBC 월드 뉴스 및 그 외 뉴스 프로그램의 스튜디오가 자리잡고 있다. 뉴스 보도국이 BBC 텔레비전 센터로부터 이전하는 과정은 2013년 마무리됐다.
공식 명칭은 '브로드캐스팅 하우스'지만 현재 BBC에서 홍보 시 건물 전체 말고 새로 확장된 동을 가리킬 때 '뉴 브로드캐스팅 하우스' (소문자 'n')이란 말을 사용하며, 원래의 건물은 올드 브로드캐스팅 하우스라고 부르고 있다.

## 시공

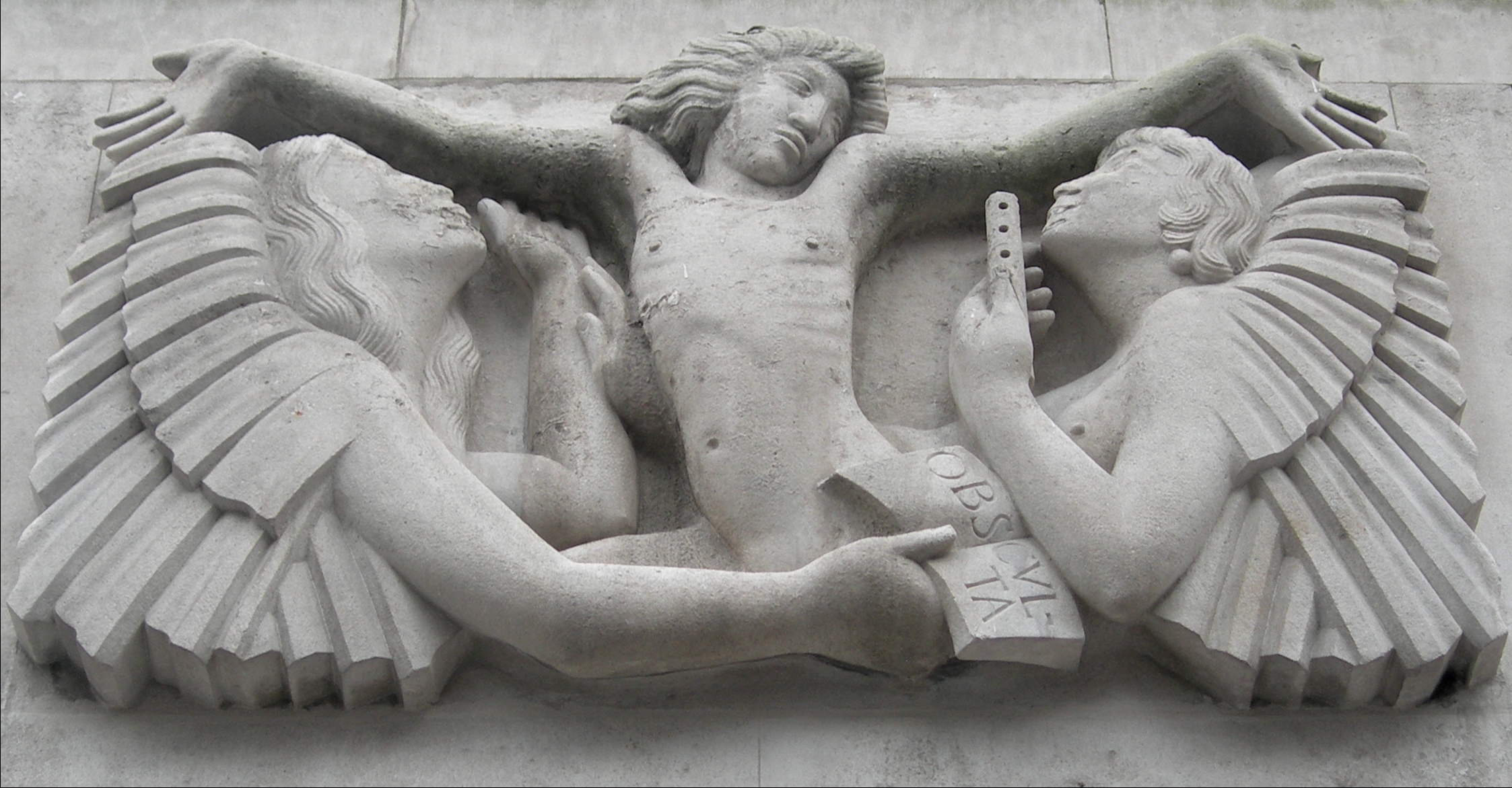
<지혜와 향락 사이의 에어리얼>, 에릭 길 작품.

브로드캐스팅 하우스의 공사는 1928년에 처음 시작됐다. 이후 라디오 프로그램들이 조금씩 이전해 자리잡기 시작했다. 1932년 3월 15일에는 지휘자 헨리 홀과 BBC 댄스 오케스트라가 전하는 음악 프로그램이 처음으로 이곳에서 방송됐다. 당시 홀은 BBC의 프로그램 일정표 주간지의 이름을 딴 <라디오 타임스>라는 곡을 써서 댄스 밴드와 함께 공연하기도 했다.
같은 해 3월 18일, 스튜어트 하이버드가 브로드캐스팅 하우스에서 이뤄진 최초의 뉴스 단신 보도를 맡았다. 기존의 송신소인 사보이 힐의 방송 송출은 5월 14일을 끝으로 가동이 중단됐고, 브로드캐스팅 하우스는 그 다음날인 1932년 5월 15일에 공식적으로 문을 열었다. 건물 설계는 조지 볼 마이어가 BBC 사내 기술자였던 M. T. 서즈베리와 공동으로 맡았다. 건물 내부는 오스트레일리아계 아일랜드인 건축가인 레이먼드 맥그래스가 담당했다. 그는 서지 처메이프, 웰스 코츠 등과 함께 팀을 꾸려 지휘했고, 당시 유행하던 아르데코 양식으로 잔디밭과 의상실, 실내악 공연실이 어우러진 보드빌 스튜디오를 설계했다.
건물은 두 부분으로 지어졌다. 녹음실이 자리한 중앙부는 당시 그만한 크기의 건물이라면 갖춰놓았던 중앙 채광정으로 햇빛이 자주 들었으며, 그렇게 하는 대신에 창문을 뚫지 않고 벽돌을 쌓아 세운 구조였다. (철골조 대신에 벽돌을 구조에 이용한 것은 외부로부터와 스튜디오 간의 소음 전달을 줄이가 위해서였다.) 사무실과 부속건물 용도로 설계되어 주건물을 둘러싸고 있는 바깥쪽 부분은 철골을 골조로 세우고 포틀랜드석으로 둘렀다. 바깥쪽은 창들이 충분히 뚫려있었던 반면, 안쪽 건물엔 방음이 이뤄지는 특수 환기 시설이 필요했다.
한편 채광권으로 큰 제한을 받게 된 구역이 두 곳이 있었다. 남쪽 방면에 적용된 채광권은 해당 주민들이 양보하면서 문제되지 않았지만, 동쪽 방면으로는 거리쪽 지붕을 4층 높이까지 경사지게 하는 쪽으로 합의를 보았다. 이는 평면 구조상으로도 영향을 줄 뿐만 아니라 내부의 녹음실 타워가 꼭대기층까지 이어지지 못하게 되었다 (때문에 꼭대기층의 스튜디오 한 곳은 실제로는 중앙 스튜디오의 코어구조 바깥쪽에 위치해 있었다).
100년 된 하수관을 포함한 지하 구조물들 역시 건설에 차질을 빚는 걸림돌이었다. 런던 지하철의 베이컬루 선 지상에 건물이 위치해 있었는데, 1960년대에는 그 밑으로 빅토리아 선이 또 개통해서 훗날 에그턴 동 (후술)을 건설할 때에도 걸림돌이 되었다. 전동차가 지나가면서 나는 소음은 라디오 극장 내에서도 들을 수 있었지만, 일반적으로 녹음상에서는 감지하기 힘들었던 게 그나마 다행이었다.

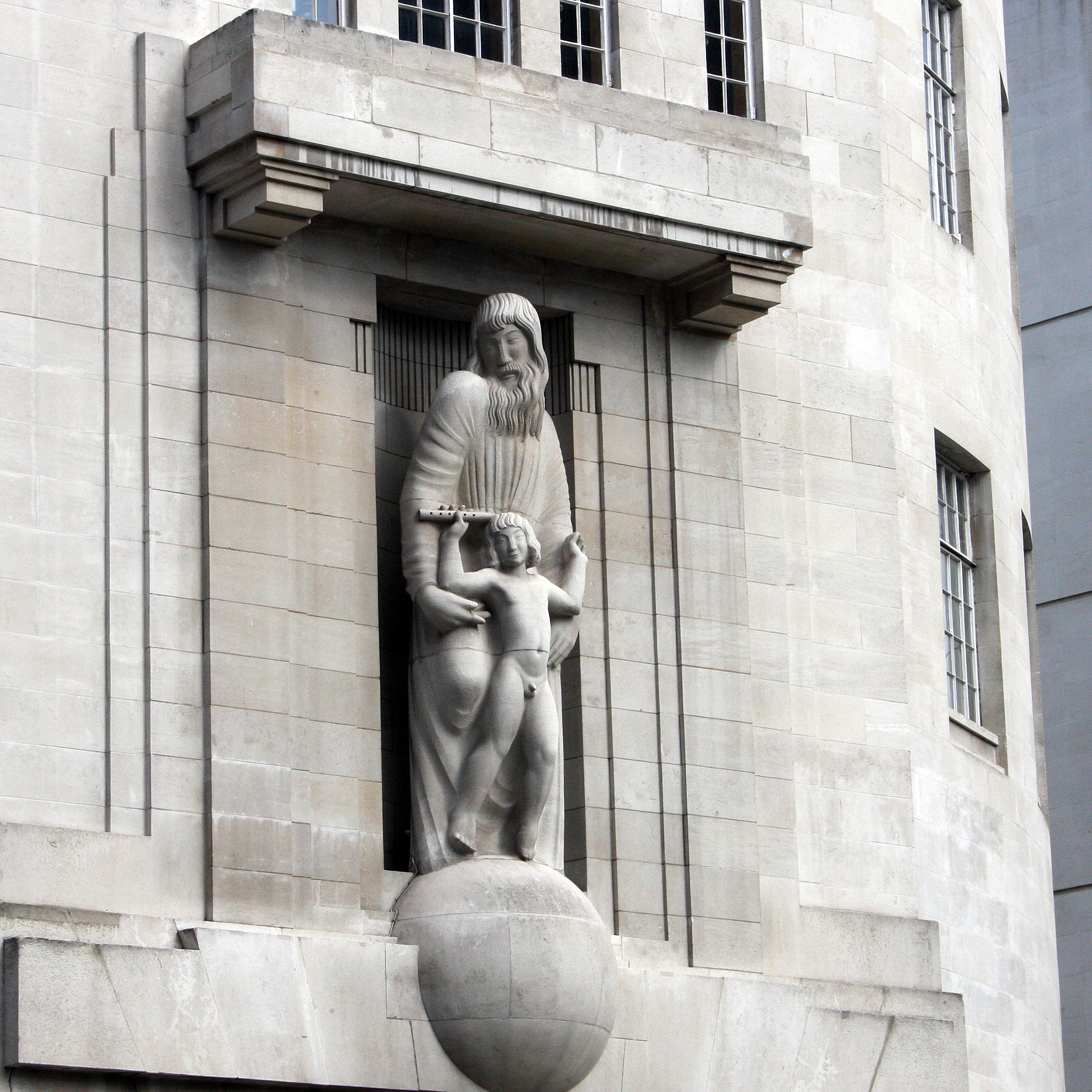
<프로스페로와 에어리얼>, 에릭 길 작품.

1층은 바닥과 천장 사이를 이어 거리를 내다볼 수 있는 창문들로 채워졌다. 당시 이러한 공사에 들어간 비용 (현재 물가로는 약 2500만 파운드, 357억원)을 감당하려면 1층을 상가로 꾸밀 수밖에 없다라는 주장도 있었으나, BBC가 빠르게 성장하면서 이러한 일은 일어나지 않았다.
건물에는 예술 작품들도 포함됐는데 그중에서도 가장 핵심인 것은 에릭 길이 만든 프로스페로와 에어리얼의 조각상 (윌리엄 셰익스피어의 <템페스트>에 등장하는 인물들)이다. 이 등장인물들을 선택한 것은 프로스페로가 마법사이자 학자이며, 에어리얼은 라디오파가 전달되는 공기의 영혼이라 하였기 때문이다. 전해지는 바에 따르면 처음 석상이 설치되었을 때 몇가지 특징을 두고 비판이 일어, 지금의 석상은 수정된 것이라고 한다. 에릭 길이 조각했던 것은 프로스페로와 에어리얼이 아닌 하느님과 인간이었으며, 프로스페로 상 뒤편에는 아름다운 소녀 그림이 조그맣게 조각되어 있다. 에어리얼은 이밖에도 건물 외부에 수많은 돋을새김에 추가로 조각되어 있는데 몇개는 에릭 길이, 나머지는 길버트 베이스가 조각했다. 접수처 구역에는 에릭 길의 〈씨 뿌리는 사람〉석상이 전시되어 있다.
원래의 건물은 현재 등록건축물 2급으로 등록되어 있으며, BBC와 잉글리시 헤리티지가 협력하여 유지보수를 맞고 있다.

## 개조
2003년부터 브로드캐스팅 하우스는 BBC의 W1 플랜에 따라 대대적인 개조에 들어가게 되었고, 건물을 재정비하여 새로운 증축 공간에 여러 BBC 부서들을 통합시키는 것을 목표로 삼았다. 따라서 텔레비전 센터에서 나온 BBC 뉴스의 텔레비전 및 라디오 방송부와 부시 하우스에서 나온 BBC 월드 서비스부가 2012년 7월 12일부로 브로드캐스팅 하우스에 입주하게 되었다. BBC의 전국 라디오 방송국도 이곳에서 방송을 진행하지만, 이미 솔퍼드 키스로 자리를 옮긴 BBC 라디오 5 라이브와 5 라디오 스포츠 엑스트라나, 2006년 개편을 위해 근처에 있는 웨스턴 하우스로 새 스튜디오를 마련한 BBC 라디오 2와 BBC 라디오 6 뮤직 등 전부가 이전하지는 않았다.
빌딩 공사는 두 단계에 걸쳐 완료되었다. 원래의 건물에서 전후에 확장된 공간들을 철거하는 것으로부터 공사가 시작되었다.
"(브로드캐스팅 하우스의) 재개발은 BBC의 자산 포트폴리오를 통합하고 런던 운영체를 집중화시키기 위한 대규모 비용 투입 전략 중 하나입니다. 이는 근본적으로 BBC가 브로드캐스팅 하우스를 임대하는 데 나머지 21년간 쓰일 700만 파운드 이상의 비용을 절약하게 될 것입니다."

### 1단계

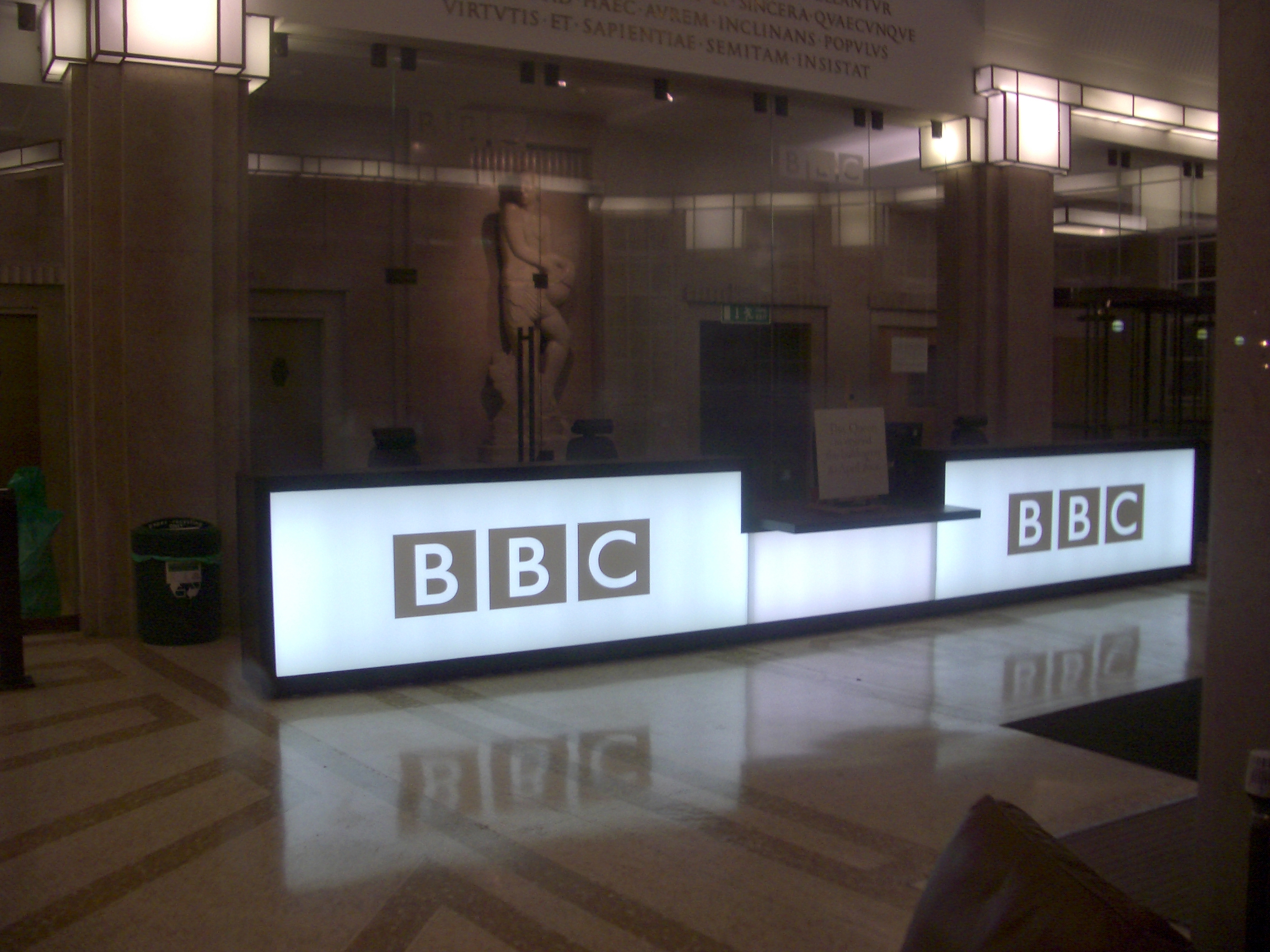
새단장한 브로드캐스팅 하우스 접수처

1단계는 세월이 흘러 구조적인 보수가 필요해진 본래의 건물을 개조하고 동쪽으로 새 동을 짓는 것으로 이뤄졌다.
구 건물에 있던 경사진 '캣슬라이드' 석판 지붕이 철거되고, 대부분의 방 뒷편 벽도 철거되어 내부가 훤히 드러났다. 다만 여러 아르데코 양식들은 유지 및 보존됐다. 이 공사는 아르데코 양식이 보이지 않는 저층부의 벽과 천장에 집중되었다. 접수처 구역도 새로운 데스크로 모습을 탈바꿈하였지만 메시지와 석상은 하나의 작품으로서 그대로 유지됐다. 남쪽 타워를 비롯한 천장이 있는 방들은 전부 천장을 철거하고 보강 들보를 새로 추가 설치했다.

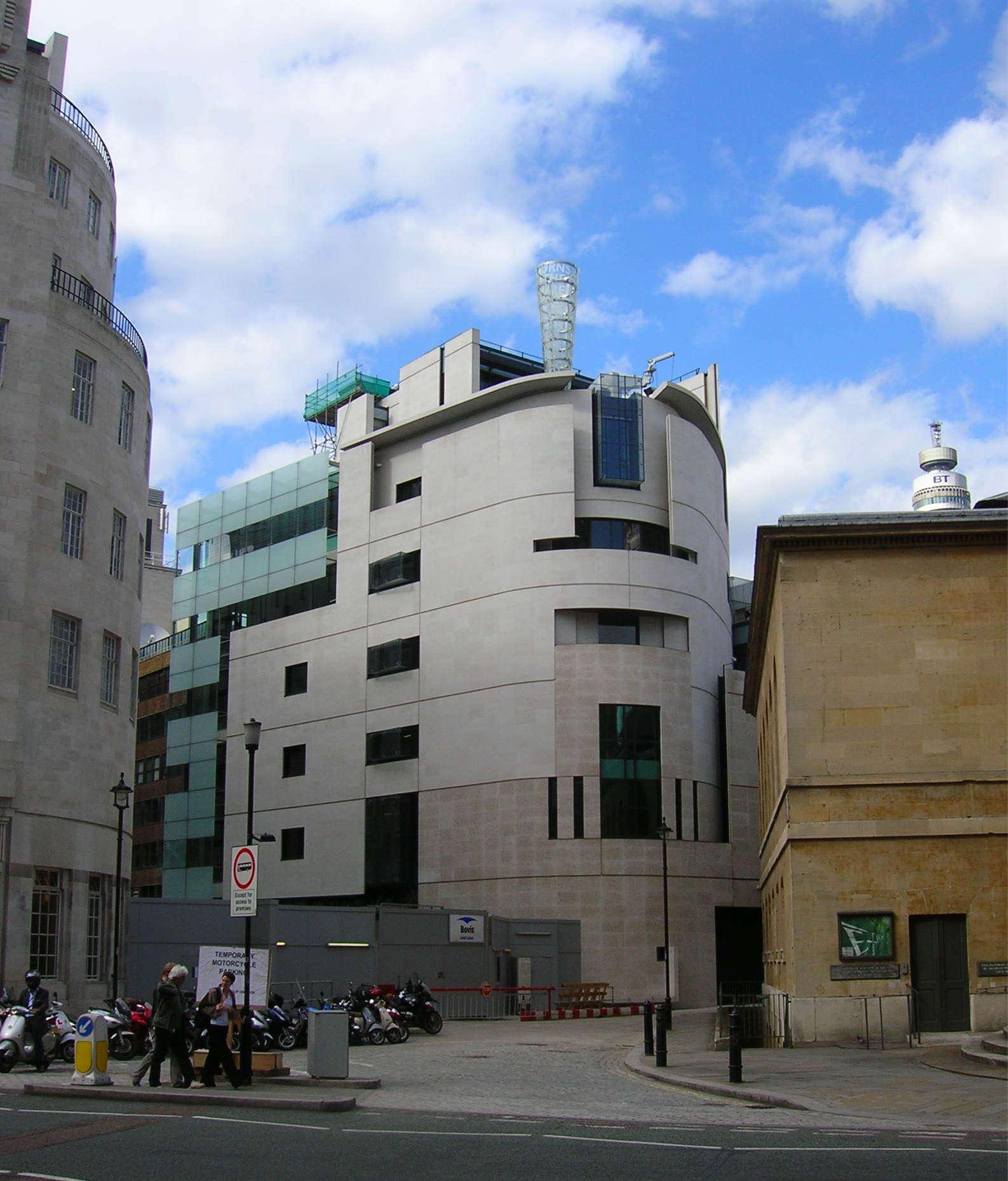
새로 지어진 동쪽 동. 존 필에서 이름을 따왔다.

새로 지은 에그턴 동은 주건물과 대략 비슷한 모양새이며, 현대적인 디자인과 창문 배열을 이루고 있지만 포틀랜드석 같은 장식물들은 보존했다. 또 뒷쪽을 향해 큰 네모 형상으로 만들었는데, 경사지붕이 제거된 주건물과 똑같이 되어 거울 보듯이 만든 것이다.
새 건물의 디자인은 원래의 건물이 갖고 있던 "건축적 창의성"을 똑같이 지니도록 의도되었으며, 매코맥 제이미슨 피처드가 생각해낸 것이다. 2005년에 이르러 공사가 마무리되고, 새단장한 브로드캐스팅 하우스와 새로 지은 에그턴 동은 2006년 4월 20일 엘리자베스 2세 여왕의 선언으로 공식 개관했다. 이날 개관식은 여왕 80세 생일 기념 행사 중 하나이기도 했다. 2007년에 이르러 에그턴 동의 전 구역에 입주가 완료되었다.
2012년, 마크 톰슨 당시 BBC 사장은 라디오 1의 DJ로 '최고의 라디오 탤런트'로 이름하였던 존 필을 기념하기 위해, 에그턴 동을 '존 필 동'으로 개명하겠다고 발표했다. 톰슨 사장은 존필 동을 두고 "BBC가 무엇을 위해 있는 건지 몸소 보여준 인물에게 헌정할 만한 곳"이라고 표현했다. 이후 지미 새빌 성추문 스캔들에 이어 존 필이 1960년대에 15살 소녀와 성관계를 가졌다는 혐의가 있다고 보도되면서, 이때의 개명을 두고 논란이 일기도 했다.
현재 존 필 동에는 BBC 런던, BBC 아라비아어 텔레비전, BBC 페르시아어 텔레비전과 BBC 라디오 1·BBC 라디오 1 엑스트라 접수처가 자리해 있다.

### 2단계

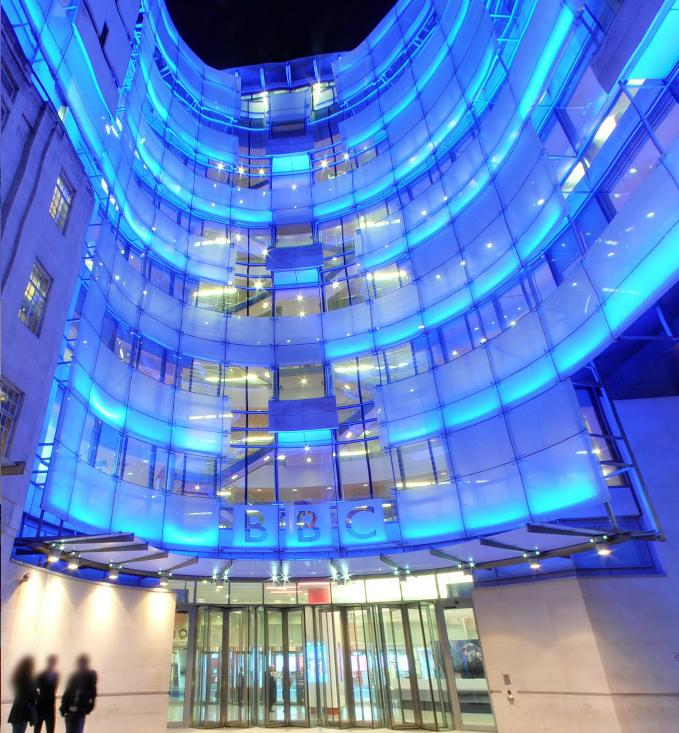
구관과 신관 건물을 잇는 연결동

2단계는 건물의 뒷부분에 큰 동을 지어 두 건물을 잇고, 그 사이에 플라자를 조성하는 것이었다. 1단계 공사를 맡은 건축가들이 비용 관련 검토를 거부하면서 교체되고, 리처드 매코맥 경은 자신이 내놓은 디자인 특색을 희생하는데 마지못해 동의했다. 남은 공사는 2010년까지 보이스 렌드 리즈가 맡았으며 2011년에 권한이 BBC로 넘어갔다. 재건축 과정이 진행되는 동안 각 BBC 라디오 방송국들은 포틀랜드 플레이스 부근의 다른 건물로 자리를 이전했다.
2단계에서 확장된 동에는 BBC 뉴스와 보도국, BBC 뉴스 텔레비전 보도에 쓸 최신 기술 장비와 새 스튜디오, BBC 뉴스 채널과 BBC 월드 뉴스, BBC 아라비아어 텔레비전과 BBC 페르시아어 텔레비전이 입주하였다. 그중에서도 핵심은 새로운 뉴스룸 구축으로, 전세계에서 가장 큰 실시간 뉴스룸을 꾸리는 데 있었다.
뉴스룸 위로 지나가는 보도는 대중들에게 기자들이 하는 작업을 보여주는 동시에, 로비를 라디오 극장과 새 카페로 이어줘 직원들과 일반인들이 걸어다닐 수 있도록 했다. 이를 통해 대중이 텔레비전 및 라디오 작업 과정과 관계를 맺을 수 있도록 의도하였다. 야외 무대와 극장으로 사용할 수 있는 야외 플라자도 기존의 구관과 신관 사이에 갖춰놓았다. 플라자 방면으로는 유리로 덮여 구부러진 형태인데, 양쪽 동을 대조시키는 동시에 건물 위쪽으로 유리가 이어지도록 한 것이다. 포틀랜드 플레이스 쪽에는 포틀랜드석을, 에그턴 동 쪽에는 유리를 써서 서로 이어지도록 했다.
텔레비전 센터에서 BBC 뉴스 채널의 마지막 방송이 끝난 뒤인 2013년 3월 28일 월요일, 브로드캐스팅 하우스에서 보내는 사상 첫 뉴스 프로인 《BBC 뉴스 앳 원》이 BBC One과 BBC 뉴스 채널을 통해 방송되었다. 브로드캐스팅 신관으로 이전한 첫 BBC 뉴스 부서는 2013년 1월 14일 월요일의 BBC 월드 뉴스였으며, 12시 정오에 《GMT》로 방송을 시작했다.
2013년 6월 7일 엘리자베스 2세 여왕이 신관의 공식 개관을 선언했다. 2단계 공사 과정은 2013년 프로젝트 관리협회에서 연례 행사로 주는 '올해의 프로그램' 상을 수상했다.

## 스튜디오

### 완공 당시
브로드캐스팅 하우스는 건설 당시 모든 부문을 대상으로 한 22곳의 라디오 스튜디오가 있었으며, 아르데코 양식으로 꾸미되 외형과 실용성에 모두 중점을 두었다.  이후 스튜디오 용도와 방송 환경의 변화, 그리고 제한된 시간 때문에 전반적인 스튜디오 활용은 급속히 변화됐다. 당시에 있었던 스튜디오는 다음과 같았다.
| 번호 | 이름                                       | 디자이너           | 설계 용도 |
| ---- | ------------------------------------------ | ------------------ | --- |
| 8A   | 군악대 방송실 (Military Band studio)       | 서지 셔메이프      | 대규모 악단과 보드빌 공연 용도. |
| 8B   | 소토론실 (Small debates studio)            | 서지 셔메이프      | 생생하고 확실한 토론을 고취시키토록 꾸민 소규모 비공식 스튜디오. |
| 7A   | 제작실 (Production studio)                 | 웰스 코츠          | 드라마 전용으로 쓰인 무음향 스튜디오. |
| 7B   | 제작실 (Production studio)                 | 웰스 코츠          | 극중 대사 녹음, 드라마, 피아노 공연용으로 사용. |
| 7C   | 제작실 (Production studio)                 | 웰스 코츠          | 무음향 소규모 드라마 스튜디오. |
| 7D   | 효과실 (Effects studio)                    | 웰스 코츠          | 효과음 제작용 소규모 효과실 |
| 7E   | 그라모폰효과실 (Gramophone Effects studio) | 웰스 코츠          | 그라모폰으로 효과를 주거나 그라모폰을 삽입할 때 쓰던 소규모 스튜디오. |
| 6A   | 제작실 (Production studio)                 | 웰스 코츠          | 드라마 제작용으로 쓰던 2층 규모의 큰 제작 스튜디오. |
| 6B   | 제작실 (Production studio)                 | 웰스 코츠          | 소규모 드라마 스튜디오. |
| 6C   | 제작실 (Production studio)                 | 웰스 코츠          | 무음향 소규모 드라마 스튜디오. |
| 6D   | 효과실 (Effects studio)                    | 웰스 코츠          | 효과음 제작용 주효과실. 선풍기나 물탱크를 비롯한 각종 물품들이 보관되어 있었다. |
| 6E   | 그라모폰효과실 (Gramophone Effects studio) | 웰스 코츠          | 그라모폰으로 효과를 주거나 그라모폰을 삽입할 때 쓰던 소규모 스튜디오. |
| 4A   | 보도방송실 (News studio)                   | 웰스 코츠          | 뉴스단신 낭독용 무음향 소규모 스튜디오. 방송이 중단될 경우를 대비해 그라모폰 녹음기가 구비되어 있었다. |
| 4B   | 보도방송실 (News studio)                   | 웰스 코츠          | 무음향 소규모 뉴스 스튜디오. 전축기가 있었다. |
| 3A   | 제작실 (Production studio)                 | 서지 셔메이프      | 칠드런 아워, 실내악 연주회, BBC 댄스 오케스트라를 위한 2층 규모의 큰 스튜디오. |
| 3B   | 대담실 (Talks studio)                      | 서지 셔메이프      | 리허설 없는 토론을 위한 소규모 대담 스튜디오. |
| 3C   | 대담실 (Talks studio)                      | 서지 셔메이프      | 리허설 없는 토론을 위한 무음향 소규모 대담 스튜디오. |
| 3D   | 서재 대담실 (Library Talks studio)         | 도로시 워렌 트로터 | 연설 및 토론용 소규모 대담 스튜디오. 원로나 학식 있는 연설자에 알맞도록 개인 도서관 내지는 서재처럼 꾸며놓았다. |
| 3E   | 종교실 (Religious studio)                  | 에드워드 모프      | 발코니가 있는 2층 규모의 스튜디오로, 어느 종교의 신자든 편안함을 느낄 수 있도록 모든 종교에 초점을 맞춰 꾸린 종교 방송용 스튜디오. 그러나 곧 청취자들이 실제 교회와 신자들의 소리를 선호하게 되면서 쓰이지 않게 되었다. |
|      | 콘서트홀                                   | 볼 메이어          | 오케스트라의 클래식 음악 연주용으로 만든 2층 규모의 넓은 콘서트 홀. 오케스트라가 앉을 넓은 자리, 좌석 구역과 발코니, 최초의 방송용 오르간이 있었다. 1994년 라디오 극장으로 개명했다.                                    |
| BA   | 보드빌실 (Vaudeville studio)               | 레이먼드 맥그래스  | 극장과 여러 공연용 발코니가 있는 2층 규모의 스튜디오. |
| BB   | 댄스 밴드실 (Dance band studio)            | 레이먼드 맥그래스  | BBC 댄스 오케스트라용 작은 발코니가 있는 2층 규모의 스튜디오. 1932년 8월 22일 텔레비전 시험 방송을 위해 쓰이기도 했다.                                                                                                  |

### 현재
재건축과 새단장을 거치면서 여러 스튜디오가 추가되었으며, 그에 따라 스튜디오 구조도 굉장히 많이 바뀌었다. 현재 있는 스튜디오는 다음과 같다.
| 스튜디오 | 매체     | 사용처                                                                      | 프로그램 |
| -------- | -------- | --------------------------------------------------------------------------- | --- |
| 30A      | 라디오   | BBC 라디오 3                                                                | |
| 30B      | 라디오   | BBC 라디오 3                                                                | |
| 30C      | 라디오   | BBC 라디오 3                                                                | |
| 30D      | 라디오   | BBC 라디오 3                                                                | |
| 40A      | 라디오   | BBC 라디오 4                                                                | 장파 막간방송용 스튜디오, 어제의 국회, 일간방송, 국제 경기 스페셜, 해상 기상정보. |
| 40B      | 라디오   | BBC 라디오 4                                                                | BBC 라디오 4의 막간 방송용 스튜디오 |
| 40E      | 라디오   | BBC 월드 서비스                                                             | <포커스 온 아프리카> |
| 40F      | 라디오   | BBC 월드 서비스                                                             | <포커스 온 아프리카> |
| 50C      | 라디오   | BBC 라디오 4                                                                | 미디어 쇼 |
| 51A      | 라디오   | BBC 라디오 5 라이브                                                         | 라디오 5의 각 프로를 맨체스터와 릴레이로 진행하는 용도로 씀 |
| 52A      | 라디오   | BBC 월드 서비스                                                             | BBC 외국어 프로그램 제작용 |
| 52B      | 라디오   | BBC 월드 서비스                                                             | BBC 외국어 프로그램 제작용 |
| 52C      | 라디오   | BBC 월드 서비스                                                             | BBC 외국어 프로그램 제작용 |
| 52D      | 라디오   | BBC 월드 서비스                                                             | BBC 외국어 프로그램 제작용 |
| 60A      | 라디오   | BBC 라디오 3, BBC 라디오 4, BBC 라디오 4 엑스트라, BBC 월드 서비스          | 라디오 드라마 |
| 62A      | 라디오   | BBC 월드 서비스                                                             | BBC 외국어 프로그램 제작용 |
| 82A      | 라디오   | BBC 라디오 1, BBC 라디오 1 엑스트라, BBC 아시안 네트워크                    | 라디오 1 브렉퍼스트 쇼 댄과 필 혼합 라이브 공연용으로도 사용 – 라이브 라운지, 스콧 밀스와 인접 |
| 82B      | 라디오   | BBC 라디오 1, BBC 라디오 1 엑스트라, BBC 아시안 네트워크                    | |
| 82C      | 라디오   | BBC 라디오 1, BBC 라디오 1 엑스트라, BBC 아시안 네트워크                    | 찰리 슬롯 |
| 82D      | 라디오   | BBC 라디오 1, BBC 라디오 1 엑스트라, BBC 아시안 네트워크                    | 라이브 라운지, 그레그 제임스, 클라라 앰포, 피트 통, B트레이츠와 인접 |
| 82E      | 라디오   | BBC 라디오 1, BBC 라디오 1 엑스트라, BBC 아시안 네트워크                    | 맷 애드먼슨 |
| 82F      | 라디오   | BBC 라디오 1, BBC 라디오 1 엑스트라, BBC 아시안 네트워크                    | |
| 82G      | 라디오   | BBC 라디오 1, BBC 라디오 1 엑스트라                                         | 《뉴스비트》 (15분 뉴스단신) |
| 82H      | 라디오   | BBC 라디오 1, BBC 라디오 1 엑스트라                                         | 《뉴스비트》 (1시간 뉴스단신) |
| 82J      | 비전     | BBC 라디오 1, BBC 라디오 1 엑스트라, BBC 아시안 네트워크                    | '더 갤러리' - 스튜디오 카메라를 포함한 모든 온라인 비디오 스트리밍 콘텐츠를 이곳에서 관제한다. |
| 83A      | 라디오   | BBC 아시안 네트워크                                                         | News studio |
| S31      | 라디오   | BBC 월드 서비스, BBC 라디오 4                                               | |
| S32      | 라디오   | BBC 월드 서비스, BBC 라디오 4                                               | 《뉴스데이》 《월드 업데이트》 《더 월드 앳 원》 《PM》 |
| S33      | 라디오   | BBC 라디오 4                                                                | 《투데이》 《월드 투나잇》 |
| S34      | 라디오   | BBC 월드 서비스                                                             | 《월드 브리핑》 |
| S42      | 라디오   | BBC 월드 서비스, BBC 라디오 4                                               | |
| S46      | 라디오   | BBC 월드 서비스, BBC 라디오 4                                               | |
| S48      | 라디오   | BBC 월드 서비스, BBC 라디오 4                                               | |
| SL1      | 라디오   | BBC 월드 서비스, BBC 라디오 4                                               | 《월드 브리핑》 《6시 뉴스》 《미드나잇 뉴스》 《뉴스룸》 |
| WG1      | 라디오   | BBC 제너럴 뉴스 서비스 (GNS) - BBC 잉글리시 리전스용 전국 뉴스보도 네트워크 | |
| 34D      | 텔레비전 | BBC 월드 서비스                                                             | BBC 아랍어 텔레비전, 일부 BBC 페르시아어 TV 녹화분, BBC 힌두어 |
| 44D      | 텔레비전 | BBC 월드 서비스 (그린스크린 가상 스튜디오)                                  | BBC 아랍어 텔레비전과 BBC 우르두어 |
| 54D      | 텔레비전 | BBC 월드 서비스                                                             | BBC 페르시아어 텔레비전 |
| A        | 텔레비전 | 다용도 (그린스크린 가상 스튜디오)                                           | 《뉴스워치》 《BBC 뉴스 서머리》 《BBC 스포츠》 《페이스북 라이브》 |
| B        | 텔레비전 | 다용도                                                                      | 《앤드류 매어 쇼》 《선데이 폴리틱스》 《뉴스나이트》 《BBC 월드 뉴스》 (평일 12:00–18:30), 《GMT》, 《임팩트》, 《글로벌》, 《월드 해브 유어 세이》, 《포커스 온 아프리카》, 《월드 비즈니스 리포트》 《빅토리아 더비셔》 포함. |
| C        | 텔레비전 | BBC 월드 뉴스 BBC 뉴스                                                      | 《BBC 월드 뉴스》 《월드 비즈니스 리포트》 《BBC 뉴스 앳 파이브》 (평일) 《필름 리뷰》 《뉴스데이》 《월드 뉴스 투데이》 《비즈니스 라이브》 《BBC 뉴스 스페셜》 《하드톡》 |
| D        | 텔레비전 | 다용도                                                                      | 《BBC 런던 뉴스》 《BBC 월드 뉴스》 BBC 뉴스 채널 (비상용) |
| E        | 텔레비전 | BBC 뉴스                                                                    | 《BBC 뉴스 앳 원》 《BBC 뉴스 앳 식스》 BBC 뉴스 앳 파이브 (주말) 《BBC 뉴스 앳 텐》 《BBC 위켄드 뉴스》 BBC 뉴스 채널 《데이트라인 런던》, 《월드 비즈니스 리포트》 |
| F        | 텔레비전 | BBC 뉴스                                                                    | 《식스티 세컨즈》 |
| G        | 텔레비전 | BBC 날씨                                                                    | CSO (그린/블루) 스튜디오 |
| H        | 텔레비전 | BBC 날씨                                                                    | CSO (그린/블루) 스튜디오 |
| J        | 텔레비전 | BBC 날씨 《BBC 월드 뉴스》                                                  | 플라즈마 터치스크린 뉴스룸 (중2층) 아웃사이드 소스 (TV) BBC 뉴스 앳 파이브 (일부) 일렉션 투데이/투나잇 《뉴스룸 라이브》 《빅토리아 더비셔》 (뉴스 업데이트), 《리얼리티 체크》 |
| K        | 텔레비전 | 다용도                                                                      | 《작가를 만나다》 BBC 팔리아먼트 야간방소 토킹 비즈니스 |
| L        | 텔레비전 | BBC 월드 서비스 TV                                                          | BBC 스와힐리어 《Dira Ya Dunia》 (평일 18:00) BBC 러시아어 뉴스 단신 (평일 12:00, 15:45, 17:00) BBC 파슈토어 뉴스 단신 (평일 12:30), 비즈니스쇼와 뉴스 리뷰 (금요일 녹화) 및 《유스 디베이트》(생방송) BBC 버마어 뉴스 단신 (평일 13:20) BBC 키르기스어 뉴스 단신 (평일 16:00) BBC 아프리크 (아프리카 프랑스어) 뉴스 단신 (평일 16:30), 비즈니스쇼와 뉴스 리뷰 (금요일 녹화) BBC 월드 서비스 스페셜 (예: 2013년 BBC 페르시아어 선거방송 프로그램) |
| V        | 텔레비전 | BBC One                                                                     | 《더 원 쇼》 《선데이 모닝 라이브》 《립 오프 브리튼》 《80년대의 소리》 (BBC 라디오 2 / BBC 레드 버튼) |
| Newsroom | 텔레비전 | 다용도 (스튜디오는 아니지만 여러 방면에서 쓰이는 뉴스룸)                    | 《리포터》 《클릭》 BBC 뉴스 BBC 월드 뉴스 위켄드 월드 《포인츠 오브 뷰》 《아웃사이드 소스》 (라디오) |

프로그램은 런던 방송 기준, 시간대는 그리니치 표준시이며 본 방송 전까지는 변경될 가능성이 있다.

## 그 외
왼편 라디오 안테나에서 반대로 오른편 존 필 동의 꼭대기에는 원뿔 모양의 유리 구조물이 안테나와 같은 높이로 하늘로 솟아 있다. 좀 플렌사가 제작한 이 작품은 순직한 기자들을 추모한 것으로, 제목은 <숨결> (Breathing)이다. <숨결>에는 제임스 펜턴의 시에서 따온 문구가 씌여 있으며 낮밤을 가리지 않고 불을 밝히고 있다. <BBC 뉴스 앳 텐>이 시작되는 매일 밤 10시가 되면 불빛 기둥이 900m 상공까지 뻗어나간다. 2008년 6월 16일 반기문 유엔 사무총장에 의해 정식으로 공개됐다.

## 같이 보기
- BBC의 소유자산 목록
- BBC 텔레비전 센터